# Mathilda Cappeliez
Mathilda Cappeliez (1999) is een Frans amateur golfster. Haar thuisbaan is de Evian Resort Golf Club in Évian-les-Bains.

## Amateur
In 2013 won ze haar eerste internationale toernooi, de Trophee Cecile de Rothschild, door Deense Nanna Madsen in de play-off te verslaan. Daarna won ze met Eva Gilly het Spirit International Amateur Golf Championship op de Whispering Pines Golf Club in Texas.
Begin 2014 stond ze nummer 83 op de wereldranglijst en werd de 15-jarige Française uitgenodigd voor de Princess Lalla Meryem Cup in Agadir. Na twee rondes stond ze daar op de 2de plaats.

### Gewonnen
- 2013: Internationaux de France - Trophee Cecile de Rothschild po

po - gewonnen na play-off

### Teams
- Spirit International Amateur Golf Championship: 2013[2]